# میزک
میزک (به لاتین: Mizak) یک منطقهٔ مسکونی در افغانستان است که در ولسوالی درواز پایین واقع شده‌است. میزک ۲٬۴۶۹٫۸۲ متر بالاتر از سطح دریا واقع شده‌است.